# Jérôme Louis Rakotomalala
Jérôme Louis Rakotomalala, malgaški nadškof in kardinal, * 15. julij 1913, Sainte-Marie, † 1. november 1975.

## Življenjepis
31. julija 1943 je prejel duhovniško posvečenje.
1. aprila 1960 je bil imenovan za nadškofa Tananariv in 8. maja istega leta je prejel škofovsko posvečenje.
28. aprila 1969 je bil povzdignjen v kardinala in imenovan za kardinal-duhovnika S. Marie Consolatrice al Tiburtino.